# Ceriagrion cerinorubellum
A Ceriagrion cerinorubellum a rovarok (Insecta) osztályának szitakötők (Odonata) rendjébe, ezen belül az egyenlő szárnyú szitakötők (Zygoptera) alrendjébe és a légivadászok (Coenagrionidae) családjába tartozó faj.

## Előfordulása
A Ceriagrion cerinorubellum előfordulási területe Ázsia déli és délkeleti részein van. A következő országokban és régióban található meg: Banglades, a Fülöp-szigetek, India, Indonézia, Kína, Malajzia, a Maláj-félsziget, Mianmar, Srí Lanka, Szingapúr, Thaiföld és Vietnám. Szingapúr leggyakoribb egyenlő szárnyú szitakötője; számos parkban megtalálható.

## Megjelenése
A feje világoszöld. A potrohának (abdomen) az elülső és leghátsó részei narancssárgák. A nőstény színei jóval elmosódottabbak, mint hímé.

## Életmódja
Ez a légivadászfaj októbertől egészen januárig repül. A pocsolyák, folyók és csatornák mentén él, ahol a part menti növényeken meg tud pihenni. Tápláléka a nála kisebb méretű egyenlő szárnyú szitakötőkből áll.

## Képek

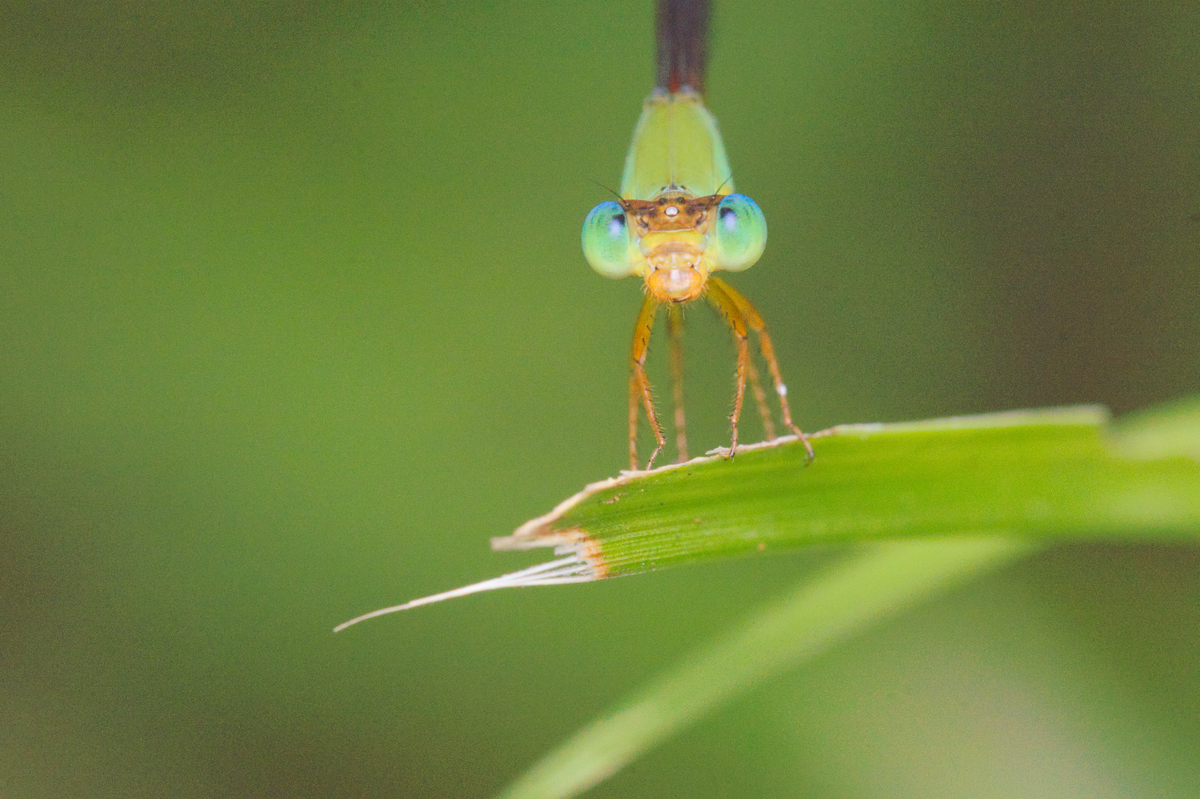
Szemből és
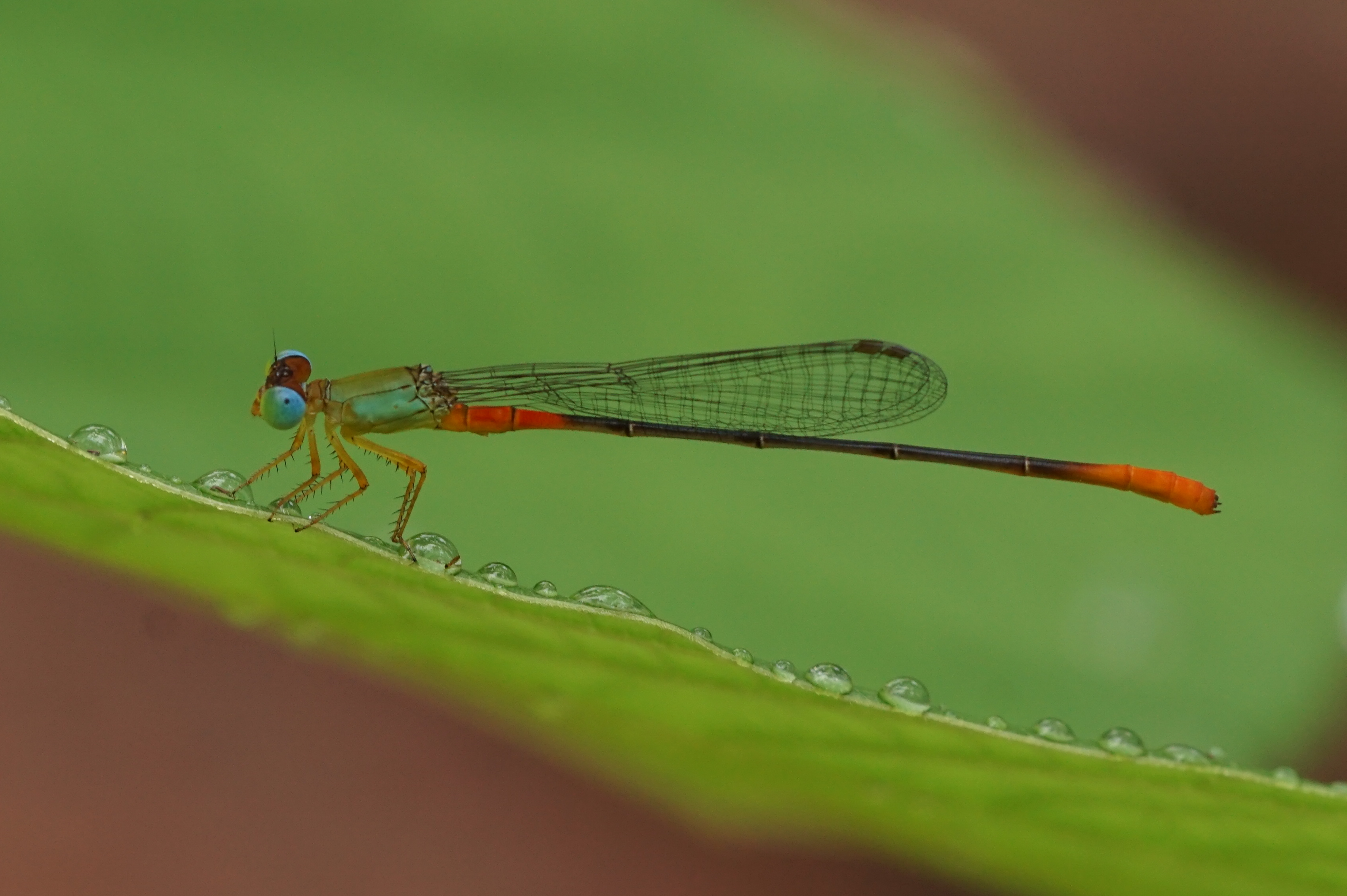
oldalról
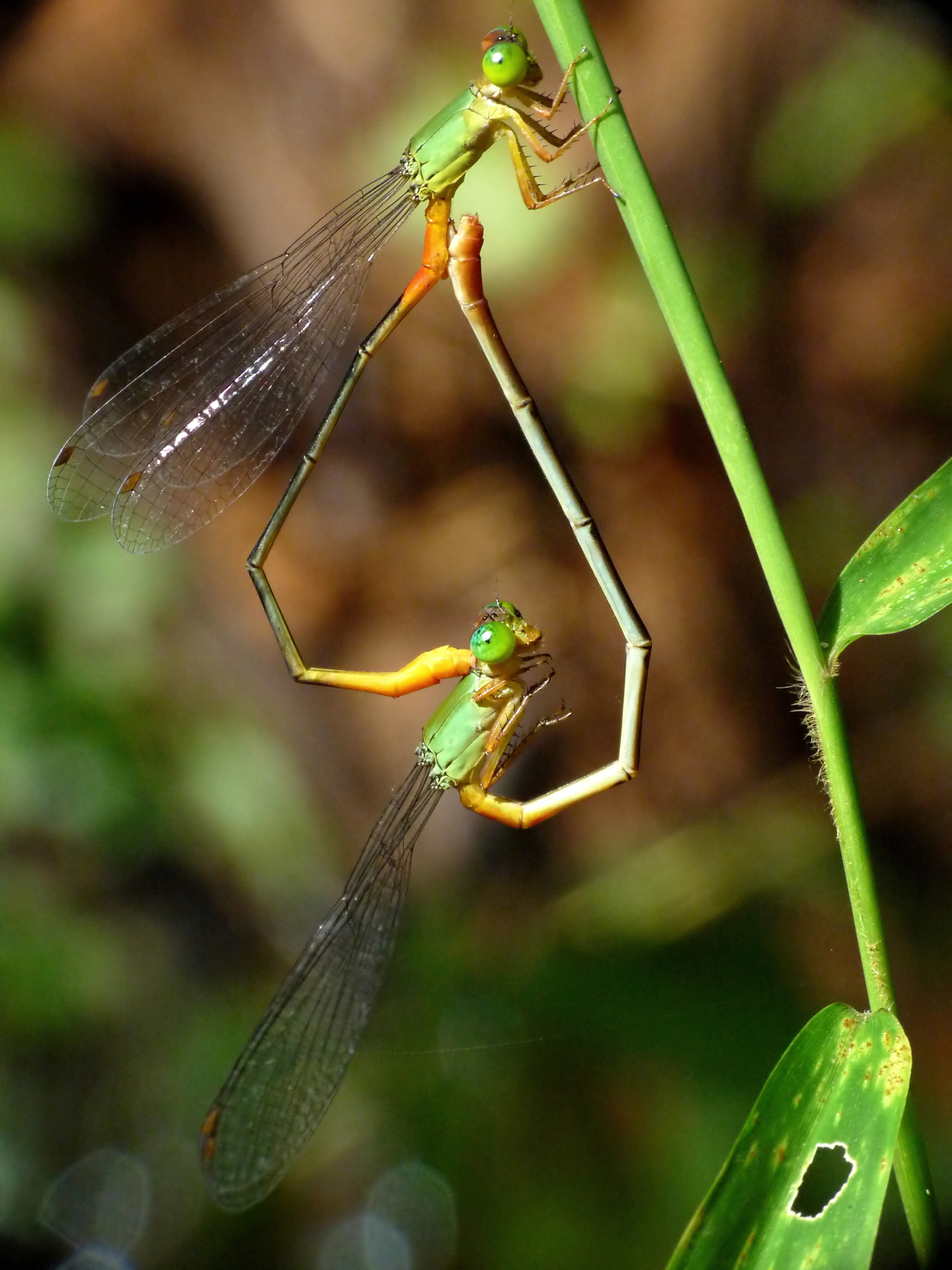
Párzó példányok
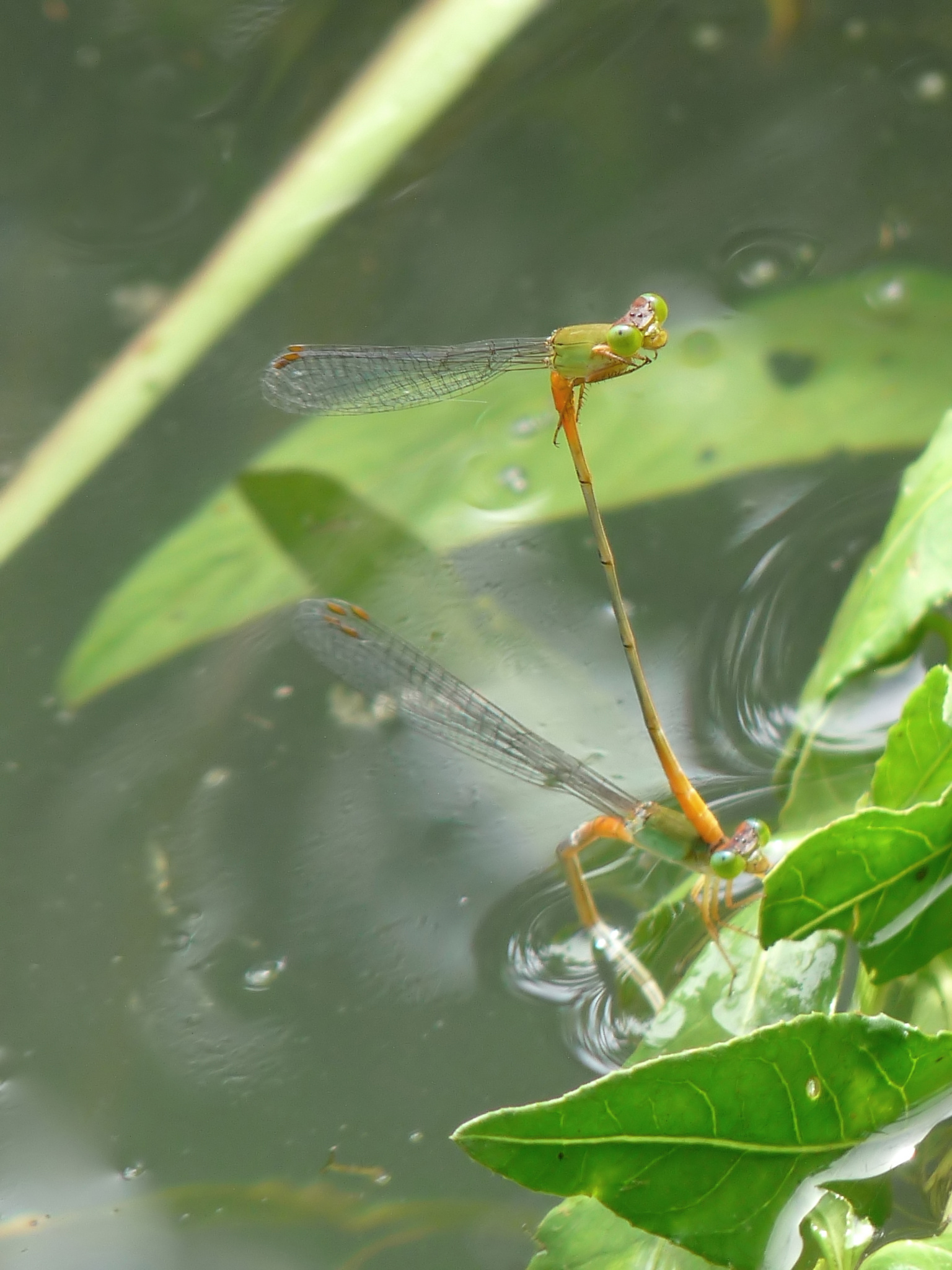
Peterakásközben

### Fordítás
- Ez a szócikk részben vagy egészben  a   Ceriagrion cerinorubellum című angol Wikipédia-szócikk ezen változatának fordításán alapul.  Az eredeti cikk szerkesztőit annak laptörténete sorolja fel. Ez a jelzés csupán a megfogalmazás eredetét és a szerzői jogokat jelzi, nem szolgál a cikkben szereplő információk forrásmegjelöléseként.